# Juan Silveira dos Santos
Juan Silveira dos Santos, közismert nevén Juan (Rio de Janeiro, Brazília, 1979. február 1.–) brazil labdarúgó, a brazil Flamengo középhátvédje.

## Pályafutása klubszinten
Juan 1996-tól 2002-ig profi szinten a Flamengo csapatánál játszott, a klub akadémiáján is nevelkedett. 1999-ben szerezte meg első trófeáit a csapattal, a Copa Mercosur, valamint a Rio állami bajnokságot is. Azonban a 2000-es év jelentette számára a nagy áttörést. Ettől kezdve ugyanis európai csapatok bombázták ajánlataikkal.
Végül 2002 nyarán Juan úgy döntött, hogy a német Bundesligában szereplő Bayer Leverkusen csapatához szerződik honfitársai; Cris, Lúcio és França mellé. Juan pillanatokon belül beverekedte magát a kezdő tizenegybe, és Lúcióval együtt remek párost alkottak bő öt évig. Juan az Energie Cottbus elleni döntetlenre végződő mérkőzésen debütált a csapatban, majd tíz fordulóval később, a Hertha BSC ellen ő szerezte a csapat egyetlen gólját. Az első évében a csapat majdnem kiesett a bajnokságból, a 15. helyen végzett. 2007 áprilisában hivatalossá vált a Nürnberg elleni bajnoki után, hogy Juan elhagyja a klubot, holott a szerződése egészen 2009-ig szólt.
Június 21-én máris bejelentkezett érte az AS Roma csapata, 6,3 millió eurót kicsengetve érte. A védő 4 éves szerződést kötött a farkasokkal. Juan szeptember 2-án mutatkozott be a Serie A kiírásában, a 84. percben Alberto Aquilani cseréjeként. Első évében máris megnyerte a kupát az ősi rivális Internazionale ellen.

## Pályafutása a válogatottban
Juan rutinos tagja volt a brazil keretnek, azonban a 2010-es világbajnokság óta még nem kapott meghívót. Meghatározó tagja volt a 2004-es ill. a 2007-es Copa América tornáján szereplő csapatnak, továbbá a 2009-es konföderációs kupán szereplő válogatottban is szerepelt. A 2010-es világbajnokságon szintén kint volt, a nyolcaddöntőben Chile ellen ő szerezte az első gólt.

## Pályafutása statisztikái
| Klub             | Szezon         | Liga  | Liga | Kupa  | Kupa | Nemzetközi | Nemzetközi | Összes | Összes |
| Klub             | Szezon         | Mérk. | Gól  | Mérk. | Gól  | Mérk.      | Gól        | Mérk.  | Gól    |
| ---------------- | -------------- | ----- | ---- | ----- | ---- | ---------- | ---------- | ------ | ------ |
| Flamengo         | 1996           | 11    | 0    | 0     | 0    | 0          | 0          | 11     | 0      |
| Flamengo         | 1997           | 14    | 2    | 4     | 1    | 2          | 0          | 20     | 3      |
| Flamengo         | 1998           | 10    | 0    | 1     | 0    | 5          | 0          | 16     | 0      |
| Flamengo         | 1999           | 7     | 0    | 0     | 0    | 7          | 1          | 14     | 2      |
| Flamengo         | 2000           | 15    | 2    | 7     | 0    | 4          | 2          | 26     | 3      |
| Flamengo         | 2001           | 18    | 1    | 6     | 1    | 9          | 5          | 33     | 7      |
| Flamengo         | 2002           | 0     | 0    | 0     | 0    | 3          | 0          | 3      | 0      |
| Flamengo         | Összes         | 75    | 5    | 18    | 2    | 20         | 8          | 113    | 15     |
| Bayer Leverkusen | 2002–03        | 24    | 2    | 2     | 0    | 3          | 2          | 29     | 4      |
| Bayer Leverkusen | 2003–04        | 30    | 2    | 1     | 0    | 0          | 0          | 31     | 2      |
| Bayer Leverkusen | 2004–05        | 27    | 1    | 3     | 0    | 9          | 2          | 39     | 3      |
| Bayer Leverkusen | 2005–06        | 30    | 3    | 1     | 0    | 1          | 0          | 32     | 3      |
| Bayer Leverkusen | 2006–07        | 28    | 2    | 1     | 1    | 10         | 1          | 39     | 3      |
| Bayer Leverkusen | Összes         | 139   | 10   | 8     | 1    | 23         | 5          | 170    | 16     |
| Roma             | 2007–08        | 22    | 2    | 1     | 0    | 8          | 1          | 31     | 3      |
| Roma             | 2008–09        | 21    | 2    | 1     | 0    | 4          | 1          | 26     | 2      |
| Roma             | 2009–10        | 29    | 0    | 2     | 0    | 4          | 0          | 35     | 0      |
| Roma             | Összes         | 72    | 4    | 4     | 0    | 16         | 2          | 92     | 6      |
| Karrier összes   | Karrier összes | 286   | 19   | 30    | 3    | 59         | 15         | 375    | 37     |

### Nemzetközi góljai
| #   | Dátum               | Helyszín                                               | Ellenfél   | Gól   | Eredmény | Rendezvény                     |
| --- | ------------------- | ------------------------------------------------------ | ---------- | ----- | -------- | ------------------------------ |
| 01. | 2004. július 11.    | Estadio Monumental Virgen de Chapi, Arequipa, Peru     | Costa Rica | 2 – 0 | 4 – 1    | 2004-es Copa América           |
| 02. | 2005. szeptember 4. | Estádio Mané Garrincha, Brazíliaváros, Brazília        | Chile      | 1 – 0 | 5 – 0    | 2006-os világbajnoki selejtező |
| 03. | 2007. március 24.   | Ullevi, Göteborg, Svédország                           | Chile      | 4 – 0 | 4 – 0    | Barátságos mérkőzés            |
| 04. | 2007. július 7.     | Estadio Olímpico Luis Ramos, Puerto la Cruz, Venezuela | Chile      | 1 – 0 | 6 – 1    | 2007-es Copa América           |
| 05. | 2009. június 6.     | Estadio Centenario, Montevideo, Uruguay                | Uruguay    | 2 – 0 | 4 – 0    | 2010-es világbajnoki selejtező |
| 06. | 2009. június 15.    | Free State Stadium, Bloemfontein, Dél-Afrika           | Egyiptom   | 3 – 1 | 4 – 3    | 2009-es konföderációs kupa     |
| 07. | 2010. június 28.    | Ellis Park Stadium, Johannesburg, Dél-Afrika           | Chile      | 1 – 0 | 3 – 0    | 2010-es világbajnokság         |

## Sikerei, díjai

### Flamengo
- Copa Mercosur: 1999
- Campeonato Carioca: 1999, 2000, 2001
- Copa dos Campeões: 2001

### AS Roma
- Olasz szuperkupa: 2008

#### A válogatottban
- Copa América: 2004, 2007
- Konföderációs kupa: 2005, 2009

## Fordítás
- Ez a szócikk részben vagy egészben  a   Juan Silveira dos Santos című angol Wikipédia-szócikk fordításán alapul.  Az eredeti cikk szerkesztőit annak laptörténete sorolja fel. Ez a jelzés csupán a megfogalmazás eredetét és a szerzői jogokat jelzi, nem szolgál a cikkben szereplő információk forrásmegjelöléseként.
- Ez a szócikk részben vagy egészben  a   Juan Silveira dos Santos című német Wikipédia-szócikk fordításán alapul.  Az eredeti cikk szerkesztőit annak laptörténete sorolja fel. Ez a jelzés csupán a megfogalmazás eredetét és a szerzői jogokat jelzi, nem szolgál a cikkben szereplő információk forrásmegjelöléseként.